# Световен търговски център 1
Световен търговски център 1 (на английски: One World Trade Center), наричан по-рано Кула на свободата (Фрийдъм Тауър) (Freedom Tower), е небостъргач в Ню Йорк, Съединените щати, най-високата в града в Западното полукълбо. Височината му, заедно с разположената на покрива кула е 541 метра. Разположен е на мястото на разрушените през 2001 година главни кули на Световния търговски център от терористичната организация Ал-Каида. Строителството започва на 27 април 2006 г. и е завършено на 10 май 2013 г. Сградата отваря врати на 3 ноември 2014 г., а обсерваторията на 29 май 2015 г.